# Unité urbaine de Vierzon
L'unité urbaine de Vierzon est une unité urbaine française centrée sur la ville de Vierzon, sous-préfecture et deuxième ville du département du Cher, située dans la région Centre-Val de Loire.

## Données globales
En 2010, selon l'Insee, l'unité urbaine était composée de trois communes.
En 2020, à la suite d'un nouveau zonage, elle est composée des trois mêmes communes.
En 2022, avec 28 498 habitants, elle représente la 2e unité urbaine du département du Cher et occupe le 9e rang dans la région Centre-Val de Loire.
En 2019, sa densité de population s'élève à 269 hab/km2. Par sa superficie, elle ne représente que 1,45 % du territoire départemental mais, par sa population, elle regroupe 9,39 % de la population du département du Cher, soit près d'un habitant sur dix.

## Composition de l'unité urbaine en 2020
Elle est composée des trois communes suivantes :
| Nom                    | Code Insee | Département | Statut       | Superficie (km2) | Population (dernière pop. légale) | Densité (hab./km2) | Modifier                                    |
| ---------------------- | ---------- | ----------- | ------------ | ---------------- | --------------------------------- | ------------------ | ------------------------------------------- |
| Vierzon (ville-centre) | 18279      | Cher        | ville-centre | 74,50            | 25 254 (2022)                     | 339                | modifier les données · modifier les données |
| Méreau                 | 18148      | Cher        | banlieue     | 18,65            | 2 649 (2022)                      | 142                | modifier les données · modifier les données |
| Saint-Hilaire-de-Court | 18214      | Cher        | banlieue     | 11,75            | 595 (2022)                        | 51                 | modifier les données · modifier les données |

## Évolution démographique
| 1968   | 1975   | 1982   | 1990   | 1999   | 2008   | 2013   | 2020   |
| ------ | ------ | ------ | ------ | ------ | ------ | ------ | ------ |
| 35 019 | 37 359 | 36 633 | 35 049 | 32 528 | 30 486 | 30 292 | 28 258 |

#### Données générales
- Unité urbaine
- Aire d'attraction d'une ville
- Aire urbaine (France)
- Liste des unités urbaines de France

#### Données démographiques en rapport avec l'unité urbaine de Vierzon
- Aire d'attraction de Vierzon
- Arrondissement de Vierzon

#### Données démographiques en rapport avec le Cher
- Démographie du Cher